# Rio Bistra Orășenilor
O Rio Bistra Orăşenilor é um rio da Romênia afluente do Rio Bega, localizado no distrito de Timiş.